# 思想犯保護観察法
思想犯保護観察法（しそうはんほごかんさつほう、昭和11年5月29日法律第29号）は、1936年（昭和11年）、思想犯の意見・表現の自由を制限し、公権力の下に監視しておくために制定された日本の法律である。
全14条から成る。治安維持法違反で逮捕されたが執行猶予がついた者や、起訴猶予になった者、仮釈放された者、満期出獄者に対して適用されたもので、思想犯の豊多摩刑務所への収監とは異なる。一言で言うと、思想犯の再教育・監視の制度である。
犯罪者の保護観察制度は、19世紀のアメリカ合衆国を起源として、ヨーロッパに広まった制度だったが、思想犯を対象とした制度の導入は日本が最初である。
1945年（昭和20年）、「ポツダム」宣言ノ受諾ニ伴ヒ発スル命令ニ関スル件ニ基ク治安維持法廃止等ノ件（昭和20年10月15日勅令第575号）により廃止された。

## 概要

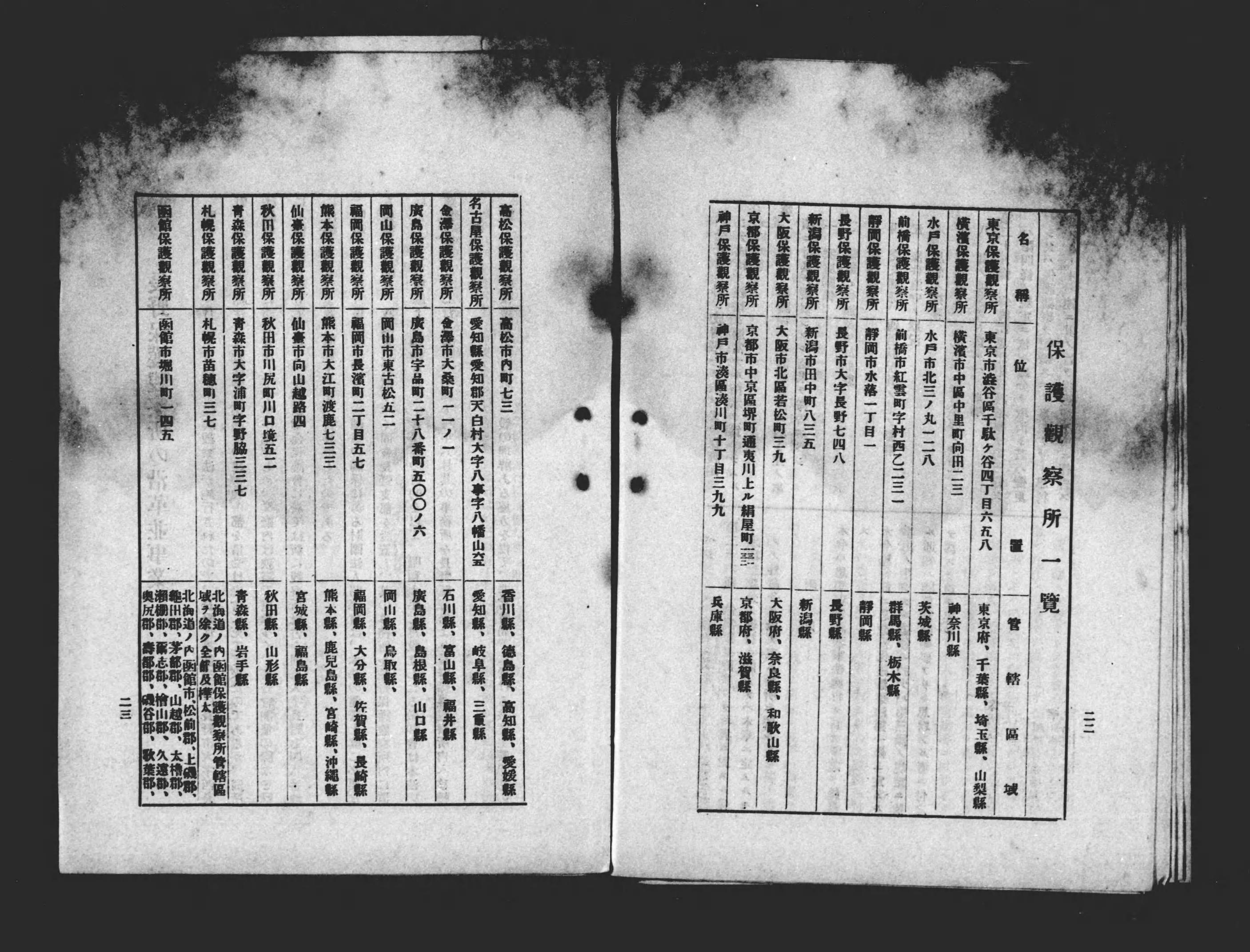
思想犯保護観察法に基づく思想犯保護観察所の一覧（廣田内閣）。

1936年2月に元内閣総理大臣の斎藤実が二・二六事件により暗殺され岡田内閣が総辞職し、続いて廣田内閣が成立したが、その時期の5月に成立した法律である。
法成立の5月29日当時、憲法の番人たる枢密院議長は平沼騏一郎（元検事総長、元国本社代表、元大審院長、元法曹会会長。のち内閣総理大臣）。検事総長は光行次郎（のち貴族院議員）、大審院長は池田寅二郎、警視総監は元神奈川県知事石田馨（のち宮内庁御用掛、高松宮別当）であった。
昭和維新運動の弾圧や治安維持法の罪を犯した者に再び罪を犯させないために、本人を保護し、その思想行動を観察することを目的とする刑事政策の一環であった。
思想輔導官、思想保護司が保護観察にあたり、保護観察審査会が設けられ、保護観察の要否、あるいはその期間（原則としては2年間）更新の要否などの審査、議決に与らせた。
全国22ヵ所に保護観察所が置かれた。保護観察に付された者は保護司によるかあるいは保護者に引き渡し，または保護団体，寺院，教会などに委託して私生活に及ぶ監視が実施された。
東京府では渋谷区千駄ヶ谷に思想犯保護観察所が設置。大阪府では大阪市北区若松町河岸の弁護士事務所跡の借地に設置され、100名以上の保護司によって、大阪控訴院検事局管轄内の1800名以上（うち大阪市600名）が保護観察を受けていた。
朝鮮半島においては、朝鮮思想犯保護観察令（昭和11年制令第16号）により統制された。朝鮮では司法人事権は朝鮮総督府が握っており、これに対し朝鮮弁護士会は、裁判所構成法や弁護士法を施行するよう帝国弁護士会に陳情をしたが、実現しなかった。なお、朝鮮思想犯保護観察令の施行に際し、朝鮮総督府保護観察所官制（昭和11年勅令第432号）に基づき朝鮮総督府保護観察所が設けられたほか、朝鮮思想犯保護観察令施行規則（昭和11年朝鮮総督府令第128号）が制定された。

## 成立経過
1934年、1935年の2度の治安維持法改正失敗により予防拘禁制度の導入が不可能になったことから、転向政策推進のための法的基礎が失われた。そこで当面の対策として作られたのが思想犯保護観察法である。
1934年の治安維持法改正案では、「保護観察」と「予防拘禁」の2制度が規定されていた。しかし、「予防拘禁」に反対が集中したためそれを削除し、代わって「保護観察」の適用範囲を広げて作られたのが翌年の1935年改正案である。
なお、予防拘禁制度は1941年の新治安維持法の成立により復活する。
保護観察制度の生みの親であり、育ての親でもあるのが森山武市郎（司法省保護課長・当時）である。法案責任者だった森山は、「在来の行きがかりを一切捨てまして、全然新たなる基礎の下に立案した」と述べて、思想犯保護観察法が「威嚇弾圧」ではなく「保護指導」にあることを強調したが、後述のように実態は異なる。
前述の通り治安維持法改正案（1934年、1935年）は廃案になったが、これらから「保護観察」の部分をほぼそのまま取り出して法律化したのが思想犯保護観察法である。法律化にあたっては、1935年改正案に次の3点の修正を施した。
1. 保護観察の決定権を検事にではなく、保護観察審査会(検事正・裁判所長・警察部長・弁護士などから構成)に与えるように変更した。
2. 保護観察所は観察対象者の通信、居住、交友などを制限できるようにした。
3. 保護観察の期限は2年を上限とした。ただし、更新は可能である。

森山によると、同法が治安維持法改正案の代わりになっているとの懸念を払拭するために、上記3点の修正を行った他、法律の主管を刑事局から大臣官房の保護課へ移すなどの措置を取った。
法案は、1936年の第69帝国議会に提出された。法律制定の趣旨は、思想転向者の再犯防止、非転向者の転向促進である。
特別高等警察(特高)には既に思想要監視人・思想要注意人制度があったため、当初、内務省は法案に反対だったが、森山の説得で態度を変え法案に賛成することになった。
議会審議では加藤勘十が反対論を展開、治安維持法違反者の再犯率が約3パーセントと低いこと(通常犯罪は約35パーセント)、憲法に定める居住・転居の自由を侵害することを指摘したが、結局、法案は原案のまま1936年5月に成立、同年11月20日より施行された。「思想の指導」と「保護観察」が2本の柱で、前者は「真の日本人に還元せしむる」ことを目的にして職業の斡旋・就学・復学などに配慮する「生活の支援」、後者は字義通りであり、対象者は起訴猶予者、執行猶予者、仮釈放者、満期釈放者の4つであった。
思想犯保護観察制度は、日本本土だけでなく朝鮮(1936年12月より)・関東州(1939年1月より)でも施行されたが、台湾では導入されなかった。

## 転向政策
思想犯保護観察法成立に伴い、これまで適用されてきた転向判断基準は1936年には厳格化された。森山自身が著書『思想犯保護観察法解説』の中で説明するところでは転向を以下の五段階に分類し、第四段階を一応の目標とすることにされた。
第一段階マルクス主義の正当性を主張し、又は是認する者
第二段階マルクス主義に対しては、全く又は一応無批判的にして、今尚お〔ママ〕自由主義、個人主義的態度を否定し得ざる者
第三段階マルクス主義を批判する程度に至りし者
第四段階完全に日本精神を理解せりと認めらるるに至りたる者
第五段階日本精神を体得して、実践躬行(きゅうこう)の域に到達せる者
このように転向者に「日本精神」を要求するようになった。
「日本精神」という言葉は、「日本主義」という言葉とともに1930年代の日本で流行したが、共にどのようなことを意味しているのか曖昧なまま使われていた。森山の解説でも「日本精神」という言葉が転向の判断基準になっているが、司法省・森山共に「日本精神」の定義が明確だったわけではない。このあいまいさは、共産主義以外の思想弾圧につながっていった。
治安維持法は本来共産党対策の法律だったが、転向政策における「転向」の判断基準に、反自由主義・反個人主義や、「日本精神」というあいまいな基準を持ち出したため、共産主義以外の思想も排斥される原因になった。問題は、それだけでは済まされない。思想検事は、思想の排斥・強制を治安維持法違反者だけでなく、一般国民にまで広げようとした。例えば、東京保護観察所長の平田勲は、転向方策は一般社会に対しても「日本精神の実践と宣揚」のために必要である、と述べている。また、同所輔導官だった中村義郎　(宮城控訴院検事局思想検事、後・名古屋地裁検事局思想検事、東京予防拘禁所初代所長)　は「今や思想関係者のなしとげた「転向」問題は発展し、更に一転して国民全体の時局的国策的「転向」を要請している」と書いている。平田の発言は支那事変勃発前の1936年、中村の発言は太平洋戦争開始以前の1938年のものである。
転向判断は1938年になると更に基準が厳しくなり、第五段階にならないと「転向」したと判断されなくなった。また、支那事変以降「日本精神」の称揚は決定的になり、政府は転向者を国家総動員体制に組み込み、戦地の宣撫班として宣伝活動に協力させるように強制した。
1941年になると基準は、新治安維持法制定に伴って更に改訂され、「過去の思想を清算し、日常生活裡に臣民道を躬行し居るもの」のみが「転向」したと判断され、それ以外の者は「予防拘禁」に回された。ただ、1941年の改正によって成立した新治安維持法における目玉政策だった予防拘禁制度は実際にはあまり効果を発揮したとは言えず、実際に予防拘禁所内に拘禁された人数は期待されたほどの数にはならなかった。

## 保護観察所
1936年（昭和11年）11月1日、東京・大阪など控訴院所在地に7ヶ所の保護観察所、15カ所の保護観察所出張所が設置された。このうち、東京保護観察所は管内(東京・埼玉・千葉・山梨)だけで全国の「保護観察」対象者の約3分の1を占めており、保護観察所のモデルケースとして注目されていた。東京保護観察所の所長には、平田勲が就任した(大審院検事との兼務)。平田は、保護観察制度の運用面で重要な役割を果たした人物である。
大阪・名古屋・広島・札幌の所長は思想検事から転出した専任者が所長になり、その他の保護観察所の所長は地裁検事局の思想検事が兼任した。このように、保護観察制度の運用は思想検事によって主導されたと言ってよい。
保護観察所だけではなく、民間の保護事業団体や、寺院、教会、病院も身柄の引き受けの請負でかかわった。保護事業団体としては、例えば、半官半民の帝国更新会があげられる。この会では、元共産党員で転向者の小林杜人が、思想犯の職業あっせんを担当した。

## 運用の実態
思想犯保護観察制度は、その名前にあるように「保護」と「観察」の2面を持った制度で、「保護」に相当する事業として、思想犯やその家族の就職あっせんや結婚の仲介、職業訓練、授産、就学援助、生活扶助など、「観察」は、保護司らによる出張観察や定期的な呼び出しである。
思想検事たちは、この制度が共産主義の弾圧一辺倒ではない日本独自の制度だと誇った。例えば、東京保護観察所長の平田勲は「保護観察法は全く母法なく、日本独自の愛の精神に立脚した真に日本的な法律」だと自画自賛しているが、運用はこの言葉からはかけ離れたものに変質していった。
東京保護観察所では施行当初は「保護」重視の姿勢を示していた。しかし、支那事変以降は「保護」よりも「観察」が主体になっていき、1940年頃になると、「観察」の重要視は決定的になった。1936年の第69帝国議会で加藤勘十は、法案は「保護観察」とうたっているが運用は「監視取締」に主眼が置かれるだろう、と警告していたが、実際にその通りになった。